# 鳥巣玉樹
鳥巣 玉樹（とす たまき、1877年（明治10年）12月1日 - 1949年（昭和24年）5月21日）は、大日本帝国海軍の軍人。最終階級は海軍中将。佐賀県佐賀市出身。

## 略歴
佐賀県佐賀中学校、福岡県立尋常中学修猷館を経て、海軍兵学校第25期入校。入校時成績順位は36名中第4位、卒業時成績順位は32名中第3位。
鳥巣の経歴の特徴は教育部門勤務とイギリス派遣が目立ち、駐在武官2回、艦船回航委員2回の計4回の在英経験は当時としても多い方である。
1924年（大正13年）から1925年（大正14年）には、東宮御用掛として海軍軍事学を進講した。
艦隊司令官在勤2年未満を理由に大将昇格は見送られ予備役に編入された。多数の在英経験で洗練された身のこなしが元帥伏見宮博恭王海軍大将の目に留まり予備役編入後に伏見宮家別当として従事する事になったが、鳥巣自身の年譜を見ても一目瞭然の様に鳥巣は親英的で日英同盟全盛期を知る典型的な対英米協調条約派の思想の持ち主であり伏見宮の言行動には極めて批判的見解だった。
鳥巣は終戦後に急性肺炎が原因で亡くなったが物不足の当時故に現在であれば薬物投与等の延命処置で助かったと思われる。

## 人物像
海軍兵学校同期の山梨勝之進とは終生の親友で鳥巣の葬儀では葬儀委員長を務めた。
天皇、皇后、皇太后から祭粢料を賜った。

## 家族
- 父・鳥巣秀名 ‐ 佐賀藩士[2]
- 母・シゲ ‐ 佐賀藩役人・牟田次郎兵衛の二女[2][3]
- 妻・すみ ‐ 大蔵省会計局長・山本豊躬の四女[2][4]
- 相婿・三須宗太郎 ‐男爵[2]
- 義弟・伊東祐輝 ‐ 妹の夫。伊東祐穀の長男。法学士。[2]

## 年譜
- 1877年（明治10年）12月1日- 佐賀県佐賀郡（現在の佐賀市）生
- 1895年（明治28年）1月29日- 海軍兵学校入校 入校時成績順位36名中第4位
- 1897年（明治30年）12月18日- 海軍兵学校卒業 卒業時成績順位32名中第3位・任 海軍少尉候補生・砲艦「金剛(初代)」乗組
- 1898年（明治31年）3月17日- 練習艦遠洋航海出発 シドニー~ブリスベーン~メルボルン~ウィン方面巡航 
  - 9月18日- 帰着
  - 9月27日- 戦艦「八島」乗組
- 1899年（明治32年）2月1日- 任 海軍少尉
- 1900年（明治33年）1月12日- 戦艦「朝日」回航委員 イギリス出張 
  - 9月25日- 任 海軍中尉
  - 10月23日- 帰着
- 1901年（明治34年）10月1日- 舞鶴海兵団分隊長心得
- 1902年（明治35年）6月5日- 2等巡洋艦「松島」航海長心得兼分隊長心得
  - 7月17日- 2等巡洋艦「橋立」砲術長心得兼分隊長心得
  - 10月6日- 任 海軍大尉・2等巡洋艦「橋立」砲術長兼分隊長
- 1904年（明治37年）1月12日- 特務艦「春日丸」航海長兼分隊長
  - 7月13日- 免 分隊長
- 1905年（明治38年）1月27日- 第1艦隊参謀
  - 6月14日- 第四艦隊参謀
  - 12月20日- 第1艦隊参謀
- 1906年（明治39年）7月6日- 舞鶴海軍工廠艤装委員
  - 8月3日- 南清艦隊参謀
- 1907年（明治40年）4月5日- 海軍大学校甲種第6期学生
  - 9月28日- 任 海軍少佐
- 1909年（明治42年）5月25日- 海軍大学校甲種卒業 卒業成績順位12名中第2位
  - 5月31日- 巡洋戦艦「生駒」砲術長
  - 12月1日- 海軍省軍令部参謀
- 1910年（明治43年）3月1日- 兼 海軍大学校教官
- 1911年（明治44年）12月1日- 兼 陸軍参謀本部員
- 1912年（明治45年）4月20日- 海軍省艦政本部艤装員 兼巡洋戦艦「金剛(2代)」回航委員
  - 12月1日- 任 海軍中佐・巡洋戦艦「金剛(2代)」砲術長兼艦政本部艤装員
- 1913年（大正2年）11月5日- 帰着
- 1914年（大正3年）5月1日- 海軍省出仕兼海軍大学校教官
  - 8月18日- 兼 陸軍大学校兵学教官
  - 8月29日- 兼 海軍省軍令部出仕
  - 12月1日- 免 海軍省軍令部出仕
- 1915年（大正4年）12月13日- 第1艦隊砲術参謀
- 1916年（大正5年）2月10日- 在イギリス日本大使館附海軍駐在武官附補佐官
  - 6月27日- 英戦艦「インドミタブル」観戦武官
  - 12月1日- 任 海軍大佐
- 1917年（大正6年）7月27日- 命帰朝
  - 8月6日- 英戦艦「インドミタブル」退艦
  - 11月16日- 帰朝
  - 12月1日- 装甲巡洋艦「八雲」艦長
  - 12月17日- 兼 第1特務艦隊参謀長
- 1918年（大正7年）9月25日- 免 第1特務艦隊参謀長
- 1919年（大正8年）12月1日- 海軍省人事局長第1課長
- 1920年（大正9年）9月1日- 兼 第3課長
  - 12月1日- 免 第3課長
- 1921年（大正10年）12月1日- 横須賀鎮守府参謀長
- 1922年（大正11年）5月25日- 在イギリス日本大使館附海軍駐在武官造船造兵監督長
- 1923年（大正12年）11月10日- 帰朝
- 1924年（大正13年）2月5日- 海軍省軍令部第1班長 兼海軍大学校教官
- 1925年（大正14年）10月20日- 兼 軍令部第2班長
  - 12月1日- 任 海軍中将・第5戦隊司令官
- 1926年（大正15年)12月1日- 海軍省軍令部出仕
- 1927年（昭和2年）4月1日- 海軍兵学校長
- 1928年（昭和3年）12月10日- 舞鶴要港部司令官
- 1929年（昭和4年）11月11日- 佐世保鎮守府司令長官
- 1930年（昭和5年）12月1日- 海軍省軍令部出仕
- 1931年（昭和6年）3月20日- 待命
  - 3月31日- 予備役編入
- 1938年（昭和13年）2月10日- 伏見宮家別当
- 1939年（昭和14年）12月1日- 後備役編入
- 1941年（昭和16年）4月1日- 予備役復帰
- 1943年（昭和18年）2月9日- 勲一等瑞宝章受章
- 1944年（昭和19年）4月1日- 退役編入
- 1945年（昭和20年）12月31日- 伏見宮家別当退任
- 1947年（昭和22年）11月28日- 公職追放仮指定[5]
- 1949年（昭和24年）5月21日- 死去 享年71

## 栄典・授章・授賞
位階
- 1899年（明治32年）3月10日 - 正八位[6]
- 1900年（明治33年）12月8日 - 従七位[7]
- 1902年（明治35年）12月25日 - 正七位[8]
- 1907年（明治40年）11月30日 - 従六位[9]
- 1913年（大正2年）2月10日 - 正六位[10]
- 1916年（大正5年）12月28日 - 従五位[11]
- 1922年（大正11年）1月20日 - 正五位[12]
- 1925年（大正14年）12月28日 - 従四位[13]
- 1929年（昭和4年）12月2日 - 正四位[14]
- 1931年（昭和6年）4月15日 - 従三位[15]

勲章等
- 1906年（明治39年）4月1日 - 功五級金鵄勲章・勲五等双光旭日章・明治三十七八年従軍記章[16]
- 1913年（大正2年）5月31日 – 勲四等瑞宝章[17]
- 1920年（大正9年）11月1日 - 戦捷記章[18]
- 1921年（大正10年）7月1日 - 第一回国勢調査記念章[19]
- 1940年（昭和15年）8月15日 - 紀元二千六百年祝典記念章[20]